# Panopa
Panopa is een geslacht van hagedissen uit de familie skinken (Scincidae).

## Naam en indeling
De wetenschappelijke naam van de groep werd voor het eerst voorgesteld door Stephen Blair Hedges en Caitlin E. Conn in 2012. Er zijn twee soorten die lange tijd tot het geslacht Mabuya behoorden en in veel literatuur wordt de verouderde geslachtsnaam gebruikt.

## Verspreiding en habitat
De skinken komen voor in delen van Zuid-Amerika in de landen Brazilië en Venezuela. De habitat bestaat uit tropische tot subtropische bossen, vochtige savannen en rotsachtige gebieden.

## Beschermingsstatus
Door de internationale natuurbeschermingsorganisatie IUCN is aan beide soorten een beschermingsstatus toegewezen.
De soort Panopa carvalhoi' heeft de status veilig' (Least Concern of LC) en komt nog algemeen voor, maar Panopa croizati wordt beschouwd als 'ernstig bedreigd' (Critically Endangered of CR).

## Soorten
Het geslacht omvat de volgende soorten, met de auteur en het verspreidingsgebied.
| Naam             | Auteur                     | Verspreidingsgebied |
| ---------------- | -------------------------- | ------------------- |
| Panopa carvalhoi | Reboucas & Vanzolini, 1990 | Brazilië, Venezuela |
| Panopa croizati  | Horton, 1973               | Brazilië, Venezuela |